# Віктор Лагуардія
Віктор Лагуардія (ісп. Víctor Laguardia Cisneros, нар. 5 листопада 1989, Сарагоса) — іспанський футболіст, захисник, клубу «Алавес».
Виступав, зокрема, за клуб «Реал Сарагоса», а також молодіжну збірну Іспанії.

## Клубна кар'єра
Віктор Лагуардія народився 5 листопада 1989 року в місті Сарагоса. Вихованець місцевих муніципальних юнацьких команд «Oliver», «Stadium Casablanca» та школи підготовки клубу «Реал Сарагоса».
У дорослому футболі дебютував у 2008 році виступами за команду клубу «Реал Сарагоса Б», де провів один сезон, взявши участь у 36 матчах чемпіонату.
Своєю грою за цю команду привернув увагу представників тренерського штабу клубу «Реал Сарагоса», до складу якого приєднався у 2009 році. Відіграв за клуб зі Сарагоси наступні два сезони своєї ігрової кар'єри.
Відтак із 2011 по 2013 роки грав у складі команд «Лас-Пальмас» та «Алькоркон».
Набувши досвіду в командах нижчої ліги, Лагуардія повернувся до рідної Сарагоси в сезоні 2013—2014 років. Одразу виборовши місце в основному складі команди, він провів майже всі матчі сезону — 29. Упевнена та стабільна гра Лагуардії вивела його в лідери команди, що в останніх іграх він уже виходив із капітанською пов'язкою. Але скрутне економічне становище рідного клубу, спонукало його керівництво до розпродажу основних гравців.[джерело?]
Відтак Віктор Лагуардія приєднався у 2014 році до клубу «Алавес», підписавши повноцінний контракт. За чотири сезони він став старожилом клубу і з 2018 року обраний віце-капітаном команди. Станом на 25 грудня 2018 року відіграв за баскську футбольну дружину 134 матчі в національній першості.

## Статистика

### Клубна
Станом на 31 жовтня 2018
| Клуб              | Турнір      | Сезони    | Матчі | Голи |
| ----------------- | ----------- | --------- | ----- | ---- |
| Реал Сарагоса «В» | Сегунда «В» | 2008—2011 | 36    | 0    |
| Реал Сарагоса     | Сегунда     | 2009—2011 | 5     | 0    |
| «Лас-Пальмас»     | Сегунда     | 2011—2012 | 26    | 1    |
| «Алькоркон»       | Сегунда     | 2012—2013 | 28    | 3    |
| Реал Сарагоса     | Сегунда     | 2013—2014 | 29    | 0    |
| Депортіво Алавес  | Ла-Ліга     | 2014—…    | 139   | 7    |

### Виступи за збірні
2009 року залучався до складу молодіжної збірної Іспанії. На молодіжному рівні зіграв в 11 офіційних матчах, забив 1 гол.

## Титули і досягнення
- Переможець Середземноморських ігор: 2009